# 21778 Andrewarren
21778 Andrewarren è un asteroide della fascia principale. Scoperto nel 1999, presenta un'orbita caratterizzata da un semiasse maggiore pari a 2,4138537 UA e da un'eccentricità di 0,1281627, inclinata di 1,44784° rispetto all'eclittica.